# Yevgeniy Mironov
Yevgeniy Vasilyevich Mironov (em russo:  Евге́ний Васильевич Миро́нов) (Staraya Russa, Oblast de Novgorod, RSFS da Rússia, 1 de novembro de 1949) é um antigo atleta soviético especialista no arremesso de peso. A sua melhor marca, alcançada em junho de 1976, foi 21.53 m.
Competiu pela União Soviética nos Jogos Olímpicos de 1976, em Montreal, Canadá, onde ganhou a medalha de prata na final do arremesso de peso. Num concurso em que os três primeiros classificados ficaram separados por escassos cinco centímetros, Mironov, que lançou a 21.03 m, fez menos 2 cm que o primeiro lugar, o alemão oriental Udo Beyer e mais 3 cm que o seu compatriota Aleksandr Baryshnikov que levou a medalha de bronze.